# Chalandray
Chalandray ist eine französische Gemeinde mit 794 Einwohnern (Stand: 1. Januar 2022) im Département Vienne in der Region Nouvelle-Aquitaine. Chalandray gehört zum Arrondissement Poitiers und zum Kanton Vouneuil-sous-Biard (bis 2015: Kanton Vouillé). Die Einwohner werden Chalandraisiens genannt.

## Geographie
Chalandray liegt etwa 28 Kilometer westnordwestlich von Poitiers am Ufer des Flusses Vendelogne. Umgeben wird Chalandray von den Nachbargemeinden Cherves im Norden, Ayron im Süden und Osten, Vasles im Süden, La Ferrière-en-Parthenay im Westen und Südwesten sowie Thénezay im Nordwesten. 
Der Bahnhof der Gemeinde liegt an der Bahnstrecke Paris–Bordeaux. Durch die Gemeinde führt die Route nationale 149.

## Bevölkerungsentwicklung
| Jahr                      | 1962 | 1968 | 1975 | 1982 | 1990 | 1999 | 2006 | 2013 |
| Einwohner                 | 777  | 722  | 656  | 646  | 670  | 671  | 724  | 795  |
| Quelle: Cassini und INSEE |      |      |      |      |      |      |      |      |

## Sehenswürdigkeiten
- Kirche Notre-Dame
- Wallburg, Monument historique seit 1995

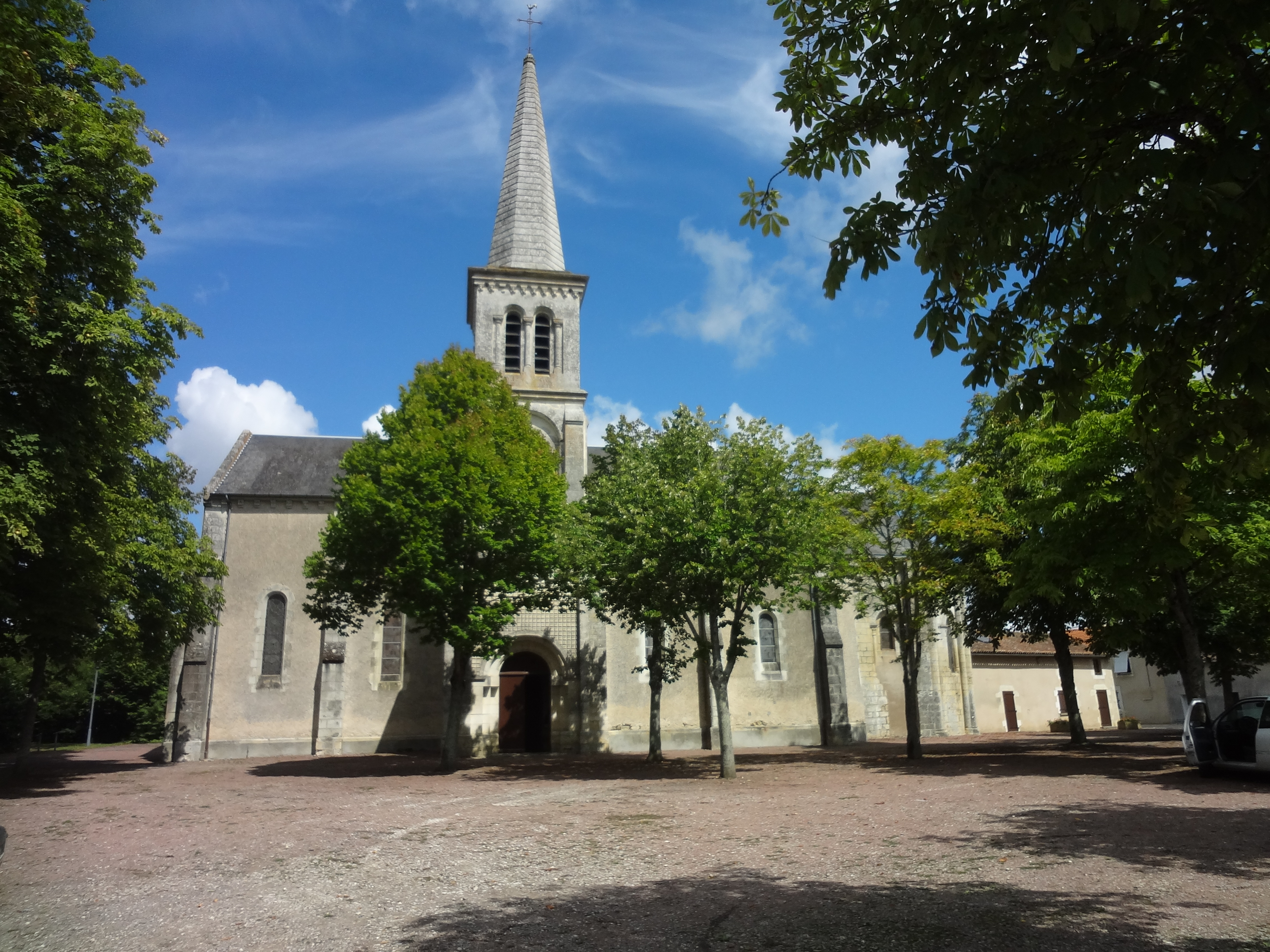
Kirche Notre-Dame